# Antivescovo
Con i termini antivescovo o, più di rado, antiarcivescovo si indica solitamente un pretendente all'ordinazione episcopale, appoggiato da un seguito significativo e quasi sempre in contrasto con un vescovo o arcivescovo già nominato, la cui elezione sia stata successivamente dichiarata nulla dalla Chiesa cattolica.
È una figura che appare in molte diocesi cattoliche durante il periodo medievale della lotta per le investiture. Spesso accadeva che il Capitolo dei Canonici di una città fedele all'Imperatore rigettasse il prelato scelto dal Papa, eleggendone uno proprio e costringendo quasi sempre alla fuga il legittimo detentore del diritto episcopale.
Al di fuori del periodo della lotta per le investiture, si ricorda il caso dell'antivescovo di Forlì Guglielmo Bevilacqua O.F.M., eletto dalla popolazione in contrapposizione al vescovo titolare, Antonio Caffarelli, quasi sempre assente dalla Diocesi; Guglielmo Bevilacqua tenne la carica dal 27 dicembre 1433 al 1437, quando il contestato Caffarelli fu sostituito da Luigi Pirano.